# Sham Castle

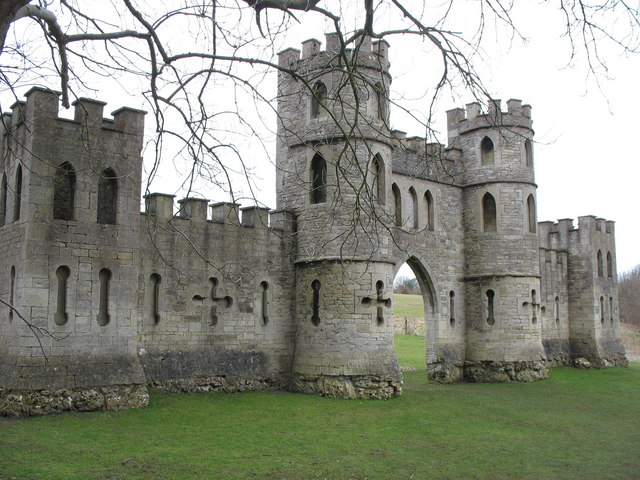
Sham Castle

Sham Castle ist eine Folly im Dorf Bathampton über der Stadt Bath in der englischen Grafschaft Somerset. English Heritage hat es als historisches Gebäude II*. Grades gelistet. Es handelt sich um eine Kulissenmauer mit Spitzbogen in der Mitte, flankiert von zwei dreistöckigen Rundtürmen. Seitlich angebaut sind weitere Mauerstücke mit zweistöckigen Türmen mit quadratischem Grundriss an jedem Ende.
Sham Castle wurde vermutlich 1755 vom Architekten Sanderon Miller entworfen und 1762 von Baumeister Richard James für Ralph Allen „zur Verbesserung des Ausblicks“ von seinem Stadthaus in Bath aus errichtet.
Sham Castle wird heute bei Nacht angestrahlt.

## Gattungsbezeichnung
Weitere, sogenannte „Sham Castles“ gibt es in Hagley Hall, Clent Grove und Castle Hill (Filleigh).

## Weitere Follies

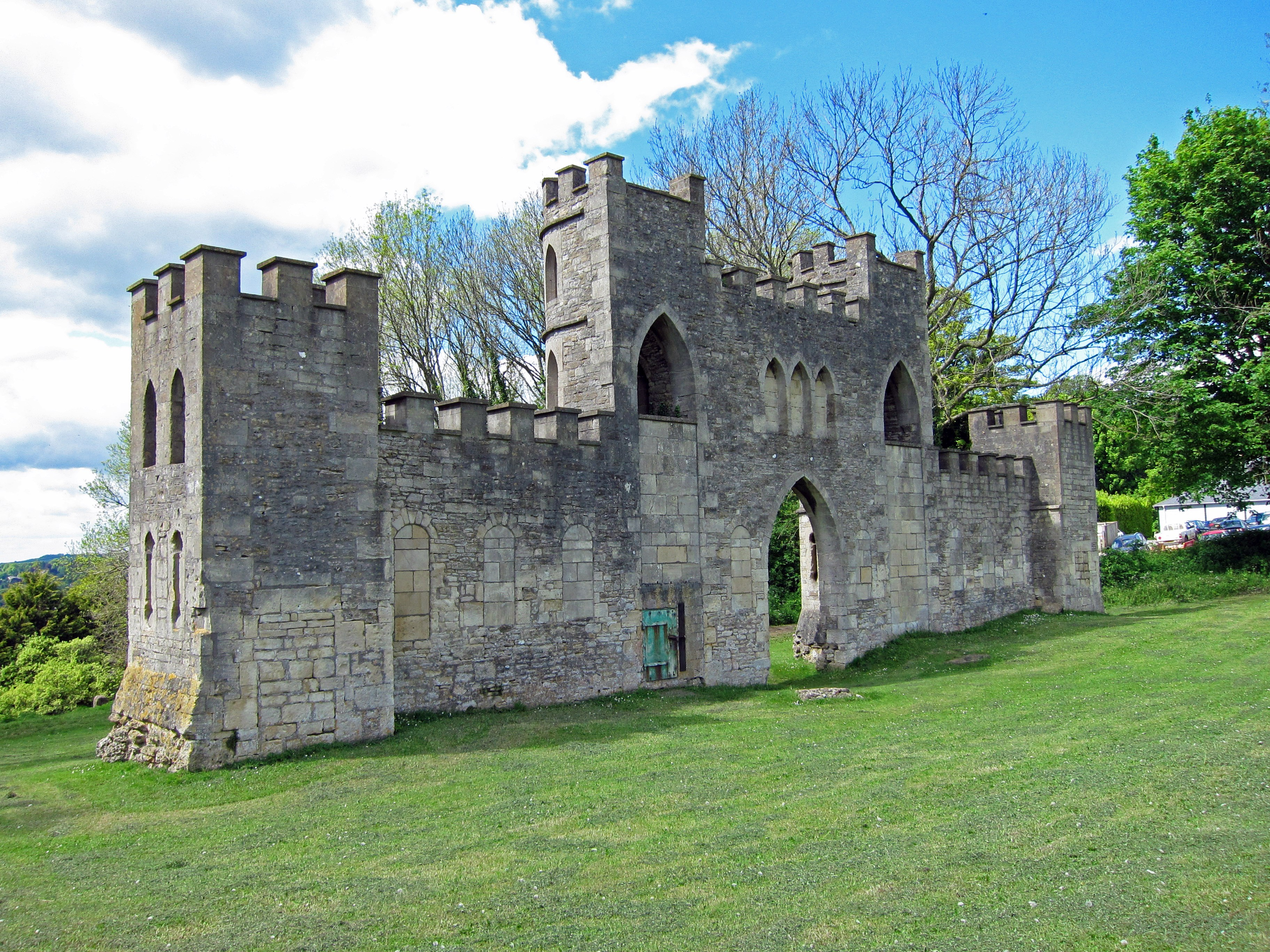
Die Rückansicht von Sham Castle zeigt, dass die „Burg“ nur von vorne betrachtet werden sollte.

In Ralph Allens nahegelegenem Prior Park Landscape Garden befindet sich die Sham Bridge. Dieses Bauwerk ist ebenso eine Kulisse am Ende des Serpentine Lake, die aussieht wie eine Brücke. Wie Sham Castle stammt sie aus der Mitte des 18. Jahrhunderts.
Eine weitere Folly in der Nähe ist Midford Castle. Sham Castle ist eine von drei Follies über Bath; die anderen sind Beckford’s Tower und Brown’s Folly.